# Константин Пеичић
Константин Пеичић, Коста (Борово, 29. септембар 1802 — Будимпешта, 6. јун 1882) био је српски лекар и књижевник. Пеичић је био начелник будимпештанског Текелијанума и лични лекар митрополита Стратимировића. Кореспондентни члан Друштва српске словесности био је од 1844. године а за дописног члана Српског ученог друштва именован је 1864. године.

## Живот и каријера
Рођен је 29. септембра 1802. године у Борову, на добру српске православне цркве. у породици сеоског бележника Јакова Пеичића. У Борову је до 1814. године био ђак српске основне школе у којој је радио његов отац, а потом годину дана и ђак немачке школе у Винковцима.  Од 1815. године био је ђак гимназије у Сремским Карловцима, у којој је матурирао 1821. године. Директор карловачке гимназије Јаков Герчић му је био заштитник и старатељ. Како у Сремским Карловцима није имао довољно средстава, да би се издржавао подучавао је децу.
У Пожуну (Братислави) три године био је ђак евангелистичког лицеја, а након тога студент медицине у Пешти. Током 1824. и 1825. године у великој је немаштини а новац су му слали Герчић и други пожртвовани Карловчани. Дисертацију из медицине одбранио је 1830. године, под насловом „О лечењу болесне сиротиње” (De pauperum aegrorum cura). Пеичићева дисертација, публикована је исте године, и била је прва српска оригинална медицинска књига и прва српска социјално-медицинска студија.
Када је 1830. постао лекар Вука Караџића, он га је позвао да дође у Србију и буде лични лекар кнеза Милоша. Међутим од тог предлога је одустао пошто нису прихваћени сви његови захтеви.
Годину и по дана био је лекар у Сремској Митровици, потом преко три године у Сомбору, да би се 1835. године поново вратио у Сремске Карловце, где је постао лични лекар српских митрополита Стефана Стратимировића и Стефана Станковића. У Карловцима је као градски физик имао прилику да се одужи свом добротвору Герчићу, тако што га је лечио бесплатно.
У једном периоду био је директор српских основних школа и члан патроната гимназије у Сремским Карловцима.
Како се на изборима за митрополита 1842. залагао за Пантелејмона Живковића а не Јосифа Рајачића, након избора постао је Рајачићев „непријатељ”. После једне свађе са митрополитом Рајачићем напустио је Сремске Карловце 1844. и отишао у Панчево.
Револуционарних година 1848. и 1849. године, као члан, а потом и челник, Главнога народног одбора, често се сукобљавао са патријархом Јосифом Рајачићем. јер је овај окружни одбора био најактивнији и најзначајнији окружни одбор за формирање Војводства Србије. Како му је због свађе са Рајачићем претио затвор, био је принуђен да пребегне у Србију. Након окончања револуције вратио се у Панчево октобра 1849. године. У Панчево је био дугогодишњи председник најстаријег певачког друштва под називом Српско црквено певачко друштво у Панчеву.
Након пензионисања, до краја живота је обављао дужност надзорника Текелијанума у Пешти.
Преминуо је у 6. јун 1882. године у Будимпешти, у 80-тој години живота.

## Дело
Као рационалист и један од последњих наследника дела Доситеја Обрадовића, непрекидно је радио на народном просвећивању, па је био заслужан за ширење здравствене културе међу Србима у Угарској.
Написао је
- „Руководитељ к повраћању изгубљеног здравља”, који је издаван три пута.
- „Житије Теодора Павловића” (1857) о животу Теодора Павловића
- „Грађа за историју српског покрета у Угарској 1848-1849”. у рукопису, неиздато
- „Аутобиографију” која је издата 1872. године.[2]

Уређивао је
- Лист „Домаћи лекар” заједно са др Љубом Ненадовићем у Панчеву.

### Други о Константину Пеичићу
О делу Константина Пеичића најбоље говори овај цитат, др Константин Шпис, контумацкога лекара у Панчеву, из 1847. године:
Висока ученост, велика начитаност и необично знање спојено с ретком скромношћу... У својој струци и неуморним студијем иде у корак с временом, као практичан лекар у лечењу болесника своје велико искуство сједињује с правим тактом и великом оштроумношћу... У погледу опхођења с болесницима заслужује да сваком лекару буде стављен за узор.